# Läderlappen (operett)
Läderlappen (tyska: Die Fledermaus) är en operett i tre akter med musik av Johann Strauss den yngre och libretto av Karl Haffner och Richard Genée. Den hade premiär den 5 april 1874 på Theater an der Wien i Wien.

## Historia
Ämnet till operetten härstammar från ett tyskt lustspel, Fängelset (Das Gefängnis) av Roderich Benedix. Pjäsen hade haft premiär 1851 i Berlin. Jacques Offenbachs främsta textförfattare, radarparet Henri Meilhac och Ludovic Halévy, arbetade om stycket till ett libretto med titeln Le Révillon. I Frankrike betyder "Réveillon" "julaftonsfest" eller helt enkelt "julafton". En av orsakerna till styckets framgång lär ha varit att man för första gången i den franska teaterhistorien serverade riktig mat på scenen, vilket inte var svårt att kontrollera eftersom matdofterna spred sig ut i salongerna. Rätten till framförandet i Österrike hade förvärvats av Maximilian Steiner, teaterdirektör för Theater an der Wien, men han var länge osäker på om han skulle framföra den då den var skriven för Paris.  Till slut lät Steiner författaren Karl Haffner översätta och bearbeta texten till en talpjäs med titeln Doktor Fledermaus. Den franska seden med en julaftonsfest eller nyårssupé ansågs inte begriplig som bakgrundsmaterial för en tysktalande teaterpublik, så man beslöt att ersätta den med en bal i stället. Johann Strauss läste igenom materialet och blev genast förtjust. Men eftersom Strauss musikaliska infall inte passade speciellt väl till Haffners texter och Strauss inte var speciellt skicklig på att tonsätta färdiga texter fick teaterkapellmästaren Richard Genée omarbeta textmaterialet så att det passade till Strauss ingivelser.
Troligtvis påbörjades arbetet med musiken under augusti 1873. Det har spekulerats mycket över Läderlappens tillkomst. Detta mycket på grund av att det allmänt påståtts att den komponerades på 42 nätter. I verkligheten tog det nästa nio månader. Strauss arbetade på så vis att han först utarbetade skisser som han spelade upp för sin hustru. Ständiga förbättringar och censurstrykningar gjorde det nödvändigt att arbeta med partiturskisserna in i det sista. Att Richard Genée har infört vissa delar i det slutgiltiga partituret har av en del tolkats som om han också komponerat dessa avsnitt. Sådana antaganden är osannolika av flera skäl, men uppenbarligen har han medverkat till instrumenteringen av vissa dubblerade stämmor. För sin medverkan fick Genée en fjärdedel av Strauss honorar. Men med dessa pengar löste Strauss samtidigt ut Genée från all framtida tantiem för operetten i fråga. Ett musikstycke från det nya verket presenterades för wienerpubliken för första gången på en välgörenhetskonsert den 25 oktober 1873, det var sångnumret csardas från andra akten. På grund av den stora framgången för denna Csardas-föreställning, drevs världspremiären för hela operetten snabbt framåt, men var tvungen att skjutas upp flera gånger till följd av den ekonomiska krisen som bröt ut under tiden ("Börskraschen i Wien 1873").

## Premiär

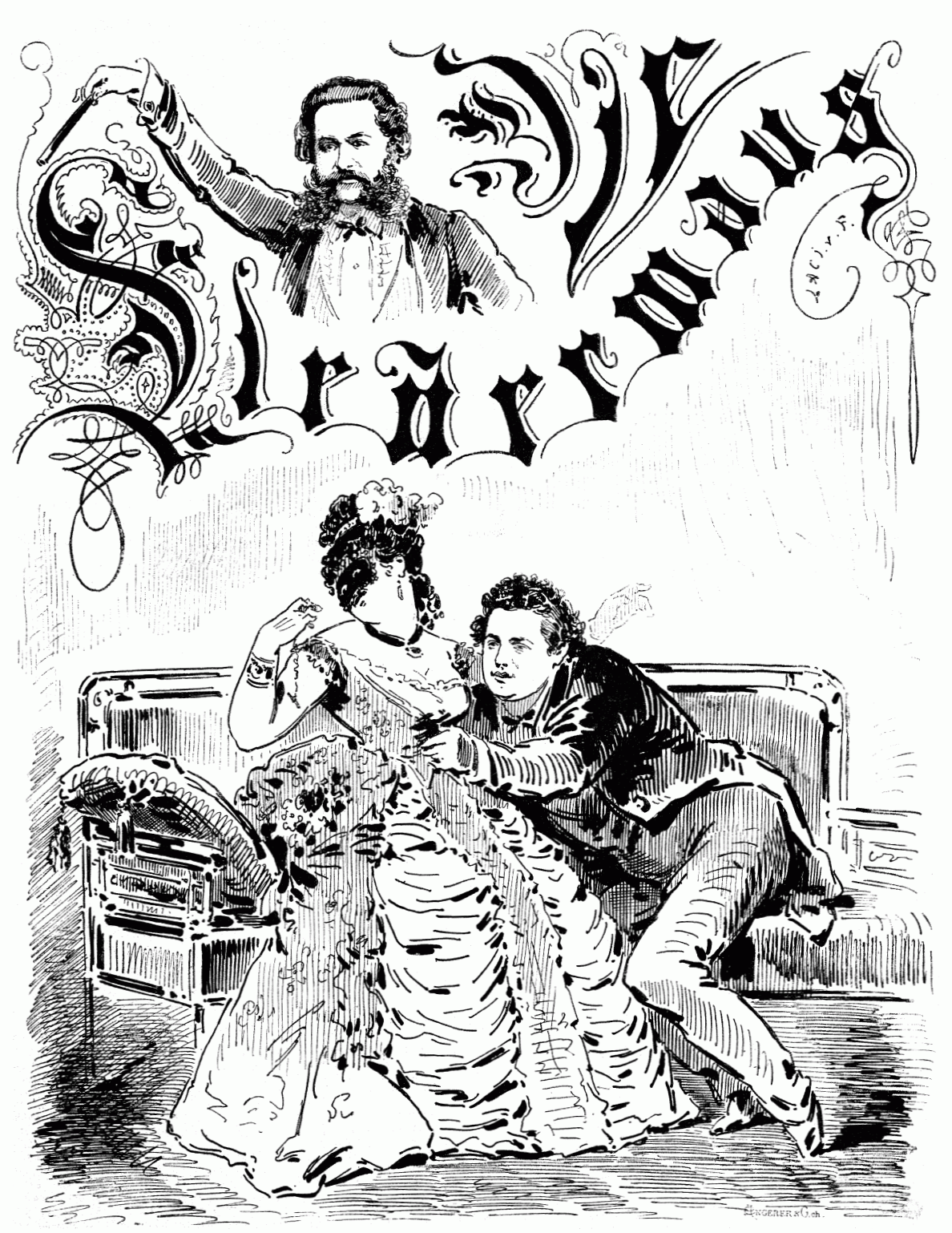
Teckning av László von Frecskay i tidskriften die Bombe inför urpremiären av Läderlappen.

Läderlappen uruppfördes den 5 april 1874 på Theater an der Wien. Strauss dirigerade själv och den blev en klar framgång för ensemblen och upphovsmännen. Flera sångnummer fick spelas da capo. Marie Geistinger, som gjorde rollfiguren Rosalinde måste sjunga andra aktens csardas två gånger innan publiken var nöjd. Man hade befarat att publiken skulle reagera mot att aktörerna på scenen var lika klädda som publiken. Men så blev inte fallet. Stycket höll sig på Theater an der Wiens spelplan i 49 föreställningar, endast avbrutna av några operaaftnar. Fram till den 2 oktober 1934 hade Läderlappen spelats 411 gånger på Theater an der Wien. Musikkritikern Eduard Hanslick kallade verket för "ett potpurri på vals- och polkamotiv medan Ludwig Speidel försvarade Strauss mot beskyllningar för plagiat: "Och så denna G-durvals med den äkta wieneraccenten... Under valsen hörde vi namnet [Jacques] Offenbach mumlas runt om oss, med hänsyftningar på valsen i den (gudskelov) saligen avsomnade Die Rheinnixen. Men vad har Straussvalsen gemensamt med den Offenbachska? Det måtte på sin höjd vara att violinerna börjar på fjärde strängen, en gammal tradition inom valsen som man i synnerhet finner hos [Joseph] Lanner".
Den uppfördes på Folkoperan med premiär den 14 februari 1992 samt på Göteborgsoperan med premiär den 12 november 1994 och senare även en uppsättning med premiär den 7 februari 2009. Föreställningen 1994 sändes även av TV4. Wermland Opera har bl.a. annat satt upp Läderlappen med premiär 22 februari 2018.
Den 17 november 1876 kom Läderlappen till Finland, som första Straussoperett i den ryska provinsen. Premiären på Svenska Teatern i Helsingfors blev inte någon rolig tillställning. Burop och visslingar störde musiken. Den tredje föreställningen fick avbrytas på grund av publikens missnöje. Stycket ströks från repertoaren. Hufvudstadsbladet skrev efteråt att teatern borde ha haft omdöme att aldrig upptaga det simpla stycket på repertoaren. Lepakko spelades senare i Viborg 1892 och den 22 mars skrev Wiborgsbladet: "'Läderlappen', vilken gavs här i går, är otvivelaktigt en av de mest platta och intetsägande sceniska alster man gärna kan tänka sig". Den 22 april 1914 gjordes ett nytt försök med Lepakko i Helsingfors men stycket lades ned efter sex föreställningar. Offenbachs, Genées, Lecocqs, Hervés och Millöckers operetter spelades dock med framgång i Finland.
I februari 1876 bearbetade Strauss Läderlappen för en fransk version, då verket i sin ursprungliga form inte fick framföras i Frankrike på grund av upphovsmannarättsliga grunder. Den fullständigt omarbetade versionen för Paris hade arbetsnamnet La Tzigane och  Strauss och hans librettister var tvungna att stuva om handlingen och lägga till en del musiknummer. Den 30 oktober 1877 framfördes La Tzigane på Théâtre de la Renaissance men utan framgång.

### Svenska uppsättningar
Operetten översattes till svenska av Ernst Wallmark och uppfördes första gången på Mindre teatern i Stockholm den 2 december 1875 med bl.a. August Warberg och Minchen Bergström i rollerna. Senare har den satts upp på Oscarsteatern 1908, 1910, 1917-18, 1921 och 1945, av Anton Salmsons sällskap 1908, av Albert Ranfts ambulerande lyriska sällskap 1912 och 1929. På Stockholmsoperan sattes Läderlappen upp för första gången den 4 maj 1925 och den iscensattes åter med premiär den 17 september 1935 och den 12 maj 1953, samt senast i en uppsättning från den 30 januari 2010.

Dekorationsskiss utförd av Carl Grabow till Stockholmsoperan.
Dekorationsskiss utförd av Carl Grabow till Stockholmsoperan.
Dekorationsskiss utförd av Carl Grabow till Stockholmsoperan.
Helene Löfgren i sin debutroll som Prins Orlowsky på Mindre teatern 1875.
Dansarna Inez Kihlberg (1877-1961) och Evelyn Nygren på Vasateatern 1890.
Edla Johnson (Lund) (1866-1951) som Prins Orlowsky på Vasateatern 1890.

## Roller
- Gabriel von Eisenstein, rik vivör (tenor)
- Rosalinde, hans hustru (sopran)
- Alfred, sångare och sånglärare (tenor)
- Adele, kammarjungfru hos Eisensteins (sopran)
- Frank, fängelsedirektör (basbaryton)
- Doktor Falke, notarie (baryton)
- Prins Orlofsky, rysk furste (mezzosopran eller baryton)
- Doktor Blind, advokat (tenor)
- Frosch, fångvaktare
- Ida, dansös, Adèles syster

Gäster hos Orlofsky. Fångar.
Rollfiguren Eisenstein skrevs ursprungligen för en tenor men sjungs numera oftast av en baryton. Rollen som Prins Orlofsky är en byxroll, vanligtvis gestaltad av en mezzosopran, ibland av en countertenor och emellanåt av tenor men då sjungen en oktav lägre.
Balscenen i akt II ger möjligheter för regissörer att efter eget tycke och smak placera in olika sorters underhållning som musik, komedi eller dans. Den långa dryckesmonologen framförd av Frosch (en komisk talroll) i akt III ger också goda chanser för en komisk aktör att briljera.

## Handling
Operetten utspelar sig "på en badort i närheten av en storstad i slutet av 1800-talet". Föreställningen varar omkring 2 timmar och 45 minuter.

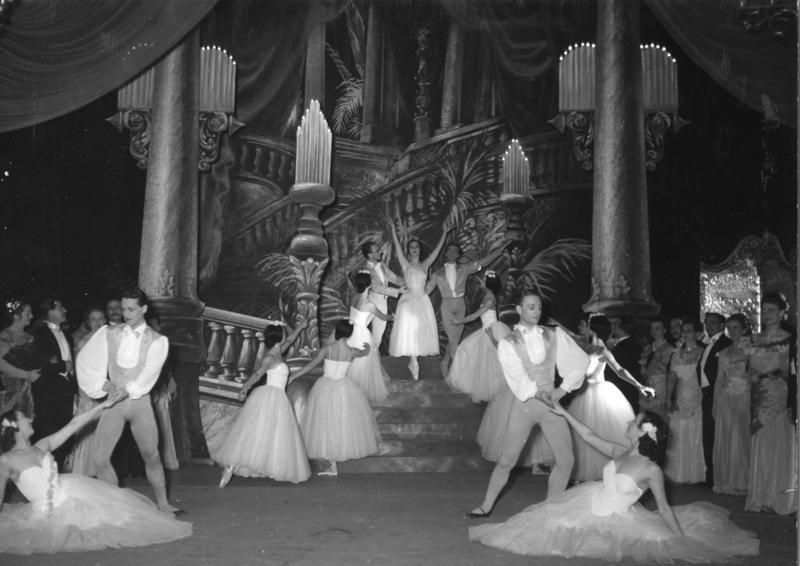
Uppförande av Die Fledermaus i Düsseldorfs operahus, 1954.

### Akt 1
Den rike rentieren Gabriel von Eisenstein har blivit invecklad i en rättsaffär. Hans advokat, dr Blind, har inte kunnat förhindra att han blir dömd till fängelsestraff- Men innan Eisenstein anmäler sig på fängelset går han på en bal hos prins Orlofsky, som har skickat honom en inbjudan genom en gemensam vän, dr Falke. Falke har en sak att göra upp med Eisenstein. Förra karnevalen var de båda vännerna på en bal, då Falke bar en läderlappskostym. De hade druckit ganska mycket, och Eisenstein hade gjort Falke löjlig genom att få honom att i fullt dagsljus visa sig för folk tämligen berusad och i sin löjliga "läderlappsdräkt". Eisenstein anar inte att Falke nu ruvar på en liten hämnd. Han tar ett hjärtligt farväl av sin hustru Rosalinde och berättar att han skall börja avtjäna fängelsestraffet redan samma kväll. Då också deras tjänsteflicka Adele ber att få ledigt, därför att hennes syster, dansösen Ida, tänker smuggla in henne på balen hos Orlofsky, får avskedet formen av en terzett. Då Rosalinde blivit ensam kommer plötsligt en av hennes gamla tillbedjare, sångläraren Alfred på besök till henne. Till Rosalindes förvåning inrättar han det mycket bekvämt för sig, precis som om han vore  herre i huset och tar till och med på sig Eisensteins aftonrock. Därmed börjar förvecklingarna. Fängelsedirektören Frank vill personligen hämta sin högt ansedde fånge. För att inte kompromettera Rosalinde måste Alfred finna sig i att bli tagen för att vara Eisenstein och tvingas följa med fängelsedirektören.

### Akt 2
Alla, undantagandes Alfred som vanmäktigt sitter i fängelset, träffas på balen hos Orlofsky. Eisenstein har blivit presenterad som markis Renard. Han igenkänner tjänsteflickan Adele på en balklänning som tillhör hans hustru, och vågar inte röja sig. Dr Falke har emellertid berättat för Rosalinde att hennes man är på balen i stället för att vara i fängelset, och då hon får höra det bestämmer hon sig också för att gå dit. Hon är maskerad och presenteras som "ungerska grevinna". Den förtjuste Eisenstein börjar genast kurtisera henne. Hon lyckas locka av honom hans dyrbara klocka som hon sedan skall använda som bevis på hans otrohet. Balstämningen blir alltmer uppsluppen. Fängelsedirektören Frank är också på balen. Men nu heter han Chevalier Chagrin. Eisenstein alias markis Renard knyter vänskap med sin "landsman". Men så vill Frank lämna sällskapet. Han måste gå på sin vanliga morgoninspektion i fängelset. Samtidigt kommer Eisenstein att tänka på att han genast måste anmäla sig i fängelset. De båda vännerna vacklar iväg under allmänt jubel.

### Akt 3
I fängelset regerar för ögonblicket den försupne fångvaktaren Frosch. Han vet att hans chef är på balen och troligen kommer att infinna sig på kontoret för sent, utvakad och med kopparslagare. Varför skall jag ta det hela så högtidligt? frågar han sig själv. Han tittar i glaset och gör sig löjlig i sitt omtöcknade tillstånd. Då raglar Frank och Eisenstein in. En rad komiska situationer utspelas mellan de tre men efter hand lugnar de sig och Frosch får allt större respekt för chefen. Eisenstein och Frank röjer för varandra sina riktiga namn, men Frank opponerar sig livligt mot att Eisenstein kallar sig Eisenstein. Ty han har nu blivit så nykter att han erinrar sig att han föregående kväll hämtat Eisenstein till fängelset. Också Frosch bekräftar att Eisenstein sitter lugnt och stilla i sin cell. Då avslöjar dr Falke sin hämndplan. Rosalinde hämtas till fängelsekontoret och allt klaras upp. Först begär Eisenstein en förklaring. Han har ju anledning att vara svartsjuk när Alfred sent på kvällen påträffats i hans bostad tillsammans med hans hustru. Men då visar hon honom triumferande hans fickur, och han måste skratta. En hel natt har han kurtiserat sin egen hustru i den tron att det var en annan kvinna. Lagen måste ha sin gång och Eisenstein får byta plats med Alfred i cellen.

## Musiken
Operetten består av följande musiknummer:

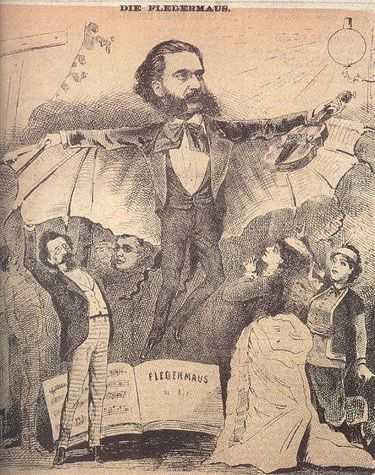
Johann Strauss som Läderlappen själv.